# Четиридесет и седми конгрес на Македонската патриотична организация
Четиридесет и седмият конгрес на Македонските патриотични организации (МПО) се провежда от 1 до 3 септември 1968 година в Питсбърг, Пенсилвания, САЩ. Конгресът се придържа към девиза „свободна и независима Македония“. Делегатите отправят „Апел за справедливо разрешаване на македонския въпрос“ към международната общественост.